# Виноградарство у Републици Српској
Виноградарство у Републици Српској није развијена пољопривредна грана у Републици Српској. Под виноградима је 2021. године било 413ha са приносом од око 8t, док је 2024. било око 600ha. Виноградарство је сконцентрисана у два региона, регион Херцеговина и регион Северна Српска.

## Историја
Виноградарство у Херцеговини има традицију више од 2.200 година. Феничани и Грци су донели узгајање винове лозе на јадранску обалу и острва, па се узгој проширио и на овај предео. По археолошким налазиштима, локална племена, из којих се издвајају Ардијејци, Даорси и Либурна, су засигурно узгајали винову лозу. Један од доказа је да су нађене амфоре са вином код Требиња које потичу из 7. века п.н.е. Римски цар Домицијан је забранио узгој винове лозе у римским провинцијама, те је готово искорењена у Херцеговини. Али је узгој винове лозе обновљен напорима римског цара Проба, услед чега је Херцеговина постала једно од најзначајнијих подручја. Вина са овог региона, а поготово из Требиња и Поповог поља, били су познати још у доба Римског царства.
Аустроугарска је основала бројне воћарско-виноградске станице ради унапређивања пољопривредне производње. Те станице су биле и производног и едукационог карактера. Аустроугарска власт је основала 1894. године једну такву станицу у Ластви код Требиња под називом Царски виноград, где је читав комплекс био 38,4ha, а сам виноград 29,1ha. Посађена је сорта жилавка, а вино се извозило на бечки двор. Такође су основали воћарско-виноградску станицу у Дервенти, која је била још већа од Царског виноград, са површином 63,3ha.

## Врсте винових лоза
У оба региона се узгајају виновиске лозе шардоне, мерлот, сира и каберне совињон, а остале сорте које се узгајају зависе од региона. У региону Херцеговина узгајају жилавка, бена, смедеревка, тамјаника и вранац, док у Северној Српској ризлинг, совињон блан, панонија и морава.
У региону Северна Српска није била дуга традиција узгоја винове лозе, али се спомињу два винограда око Бањалуке, први у вакуфима Софи Мехмед-паша из 1555. године, а други виноград спомиње Ферхат-паша 1587. године који је био величине 5дулума испод пећине. Османска власт је означила стагнацију винове лозе у Босни и њену замену шљивама (од којих се правила између осталог и шљивовица), док је у Херцеговини преживело. Разлог томе је исламизација становништва и смањивање хришћанског становништва које традиционално гаји винову лозу и пије вино.